# Arsenale di Napoli

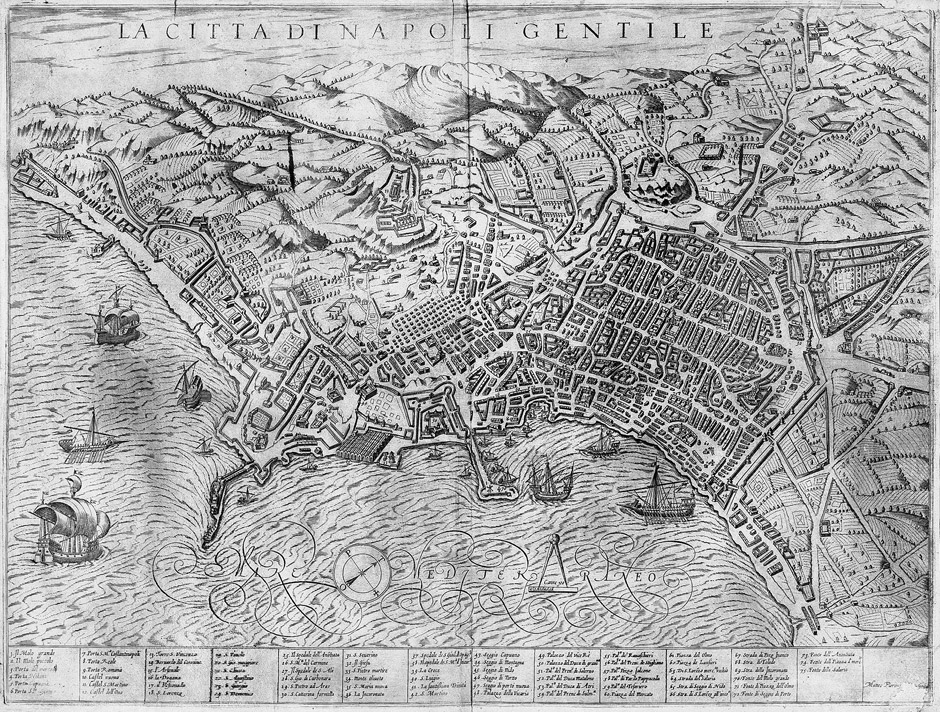
Veduta del 1590 La Città di Napoli Gentile, in cui è visibile l'arsenale di Napoli

L'arsenale di Napoli è stato una costruzione adibita alla riparazione, all'immagazzinamento e alla fornitura delle armi e delle munizioni.
Inizialmente l'arsenale marittimo era ubicato nei pressi del castello del Maschio Angioino a Napoli, nell'area su cui oggi sorgono i giardini del Molosiglio, successivamente l'arsenale fu spostato in via Gianturco, quindi distrutto e passato per via Orazio, con ubicazione finale Bagnoli.

## Storia
Storicamente l'origine dell'arsenale si può far arrivare al 1300 circa.. Il primo arsenale napoletano era posto in un'area a ridosso delle attuali piazza Municipio e via Cristoforo Colombo. 
Nel 1575 il viceré Íñigo López de Hurtado de Mendoza considerandolo poco adatto al suo scopo, decise di trasferirlo e costruirne uno più grande sulla spiaggia di Santa Lucia presso la torre di San Vincenzo, un avamposto difensivo del Castel Nuovo costruito in età angioina su un'isoletta dove in epoca ducale era stata eretta una chiesa. La torre verrà demolita nel 1742.
L'arsenale, ben visibile nella veduta La Città di Napoli Gentile del 1590 al centro della linea costiera, tra il Castel dell'Ovo ed il molo angioino, fu progettato dal frate architetto Giovanni Vincenzo Casali, costruito a partire dal 1577 e terminato sotto il governo del viceré duca di Osuna, con ogni probabilità alla fine del 1583.

### La darsena
Nel 1667 fu incaricato dal viceré don Antonio d'Aragona fra Bonaventura Presti di scavare la darsena a destra dell'arsenale, tuttavia problemi tecnici portarono nel bel mezzo dei lavori alla revoca dell'incarico e al completamento dell'opera affidato a Francesco Antonio Picchiatti e a Donato Antonio Cafaro. La darsena fu inaugurata nel 1668.

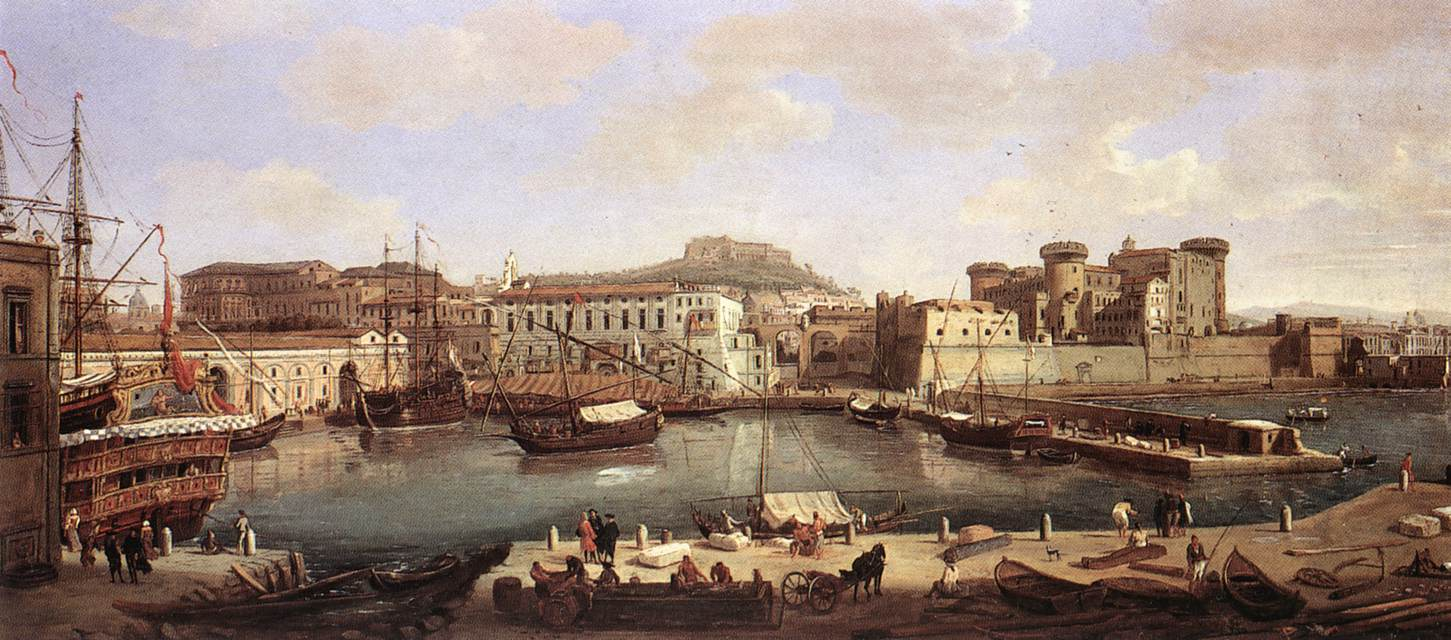
Veduta della darsena, inizio Settecento. L'arsenale è sulla sinistra.

Nel 1840 furono presentate al re delle Due Sicilie Ferdinando II alcune modifiche da effettuare al porto di Napoli, tra cui alcune modifiche effettuate nel 1846 alla struttura dell'arsenale, che fu inoltre ampliato.
Presso il molo San Vincenzo, l'arsenale di Napoli, fu il secondo in Italia, in ordine di tempo dopo quello di Genova, a veder costruito un bacino di carenaggio in muratura, inaugurandolo il 5 agosto 1852.
Il 10 luglio del 1900 dall'arsenale di Napoli si imbarcarono le truppe italiane per raggiungere la Cina. 

### Il trasferimento
Negli anni venti del '900, con la riorganizzazione urbanistica della litoranea, l'arsenale fu trasferito nella zona est di Napoli, in via Emanuele Gianturco, piena zona industriale. L'edificio del Cinquecento venne demolito per permettere la costruzione di un asse stradale che permettesse di collegare la parte orientale della città con la Riviera di Chiaia: la nuova  via Litoranea, in seguito chiamata via Ammiraglio Ferdinando Acton. Contestualmente vennero creati i giardini del Molosiglio.
Nel secondo dopoguerra venne di nuovo trasferito, prima in una grotta di via Orazio, dietro il palazzo della Clinica mediterranea, poi nello stabilimento Bombrini-Parodi di via Campegna, nei pressi di Bagnoli.
Con il decreto del ministero della Difesa del 20 gennaio 1998 si decise la chiusura definitiva dell'arsenale di Napoli, assieme a quello di Messina e de La Maddalena, lasciandone solamente tre attivi in Italia per la Marina Militare: Augusta, Taranto e La Spezia.
L'areale è di proprietà della Difesa, ed è allo studio un suo futuro utilizzo in ambito di ricerca e sviluppo anche a livello internazionale.